# Pavetta involucrata
Pavetta involucrata är en måreväxtart som beskrevs av George Henry Kendrick Thwaites. Pavetta involucrata ingår i släktet Pavetta och familjen måreväxter.
Artens utbredningsområde är Sri Lanka. Inga underarter finns listade i Catalogue of Life.